# 莱拉
拉娜/莱拉（Lila，香港又譯拉娜）是漫画家查尔斯·舒兹从1950年代起连载的漫画作品《花生漫画》中，比主角查理·布朗更早饲养史努比的女孩。

## 简介
1960年初次出现在史努比的回忆中，1968年第一次展现真面貌，是次要角色之一。
年龄与《花生漫画》中的其他角色相仿，金发，红色蝴蝶结。由于重病缠身，出场时多身穿病号睡衣。
比查理·布朗更早饲养史努比，但由于搬家而将史努比送还雏菊山狗场。但此后一直思念史努比。

## 1972年动画电影
莱拉在1972年动画电影《Snoopy Come Home》中作为主角出场。住院的莱拉因为寂寞而写信召唤史努比，后者立刻步行两日赶到医院。
与莱拉在病房中共渡几天后，史努比艰难地决定离开现任饲主查理·布朗，以便长久地陪伴莱拉。
但当与查理布朗等人告别后，史努比才发现莱拉家的公寓不许养狗，而且莱拉甚至养了猫。于是史努比回到了查理布朗身边。